# Pied (support)
Pour les articles homonymes, voir Pied.
Le pied est la partie inférieure d’un objet lui servant de support.

## Literie
Un pied de lit classique est un support permettant de maintenir à distance du sol un sommier pour des raisons d'hygiène et de propreté. Ils diffèrent de par leur taille et leur forme.
Certains d'entre eux ont une extrémité inférieure pourvue de ce qui est communément appelé un « dôme de silence », de forme semi-sphérique, visant à faciliter le déplacement de la charge qu'il supporte et à ménager les surfaces et revêtements de sol sur lesquels le ou les pieds prennent appui.
L'extrémité supérieure est conçue de manière à permettre la fixation facile du pied sur les sommiers.

### Pied de lit extensible

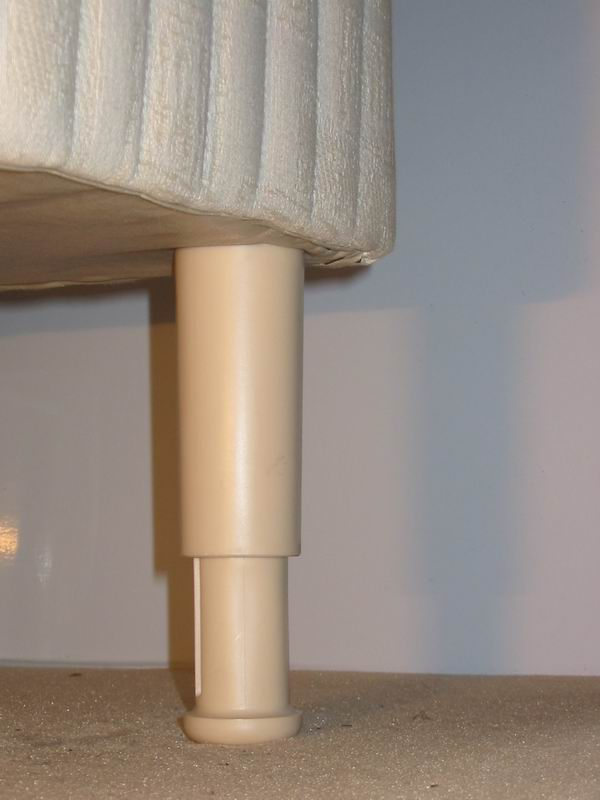
Pied de lit extensible en position haute

Un pied de lit extensible autoréglable a la particularité de pouvoir s'allonger et s'abaisser par des mouvements successifs de soulèvement et d'abaissement du sommier. Il permet ainsi d'incliner ou de surélever le plan de couchage, à la demande, sans un quelconque démontage, et d'adapter l'usage du sommier à des besoins changeants. La forme d'un dôme de silence d'un tel pied prend en compte les besoins spécifiques de protection de revêtements du sol liés à l'inclinaison recherchée. Le dimensionnement d'un tel pied prend également en compte les forces qui s'exercent sur le point de fixation du pied sur le sommier.
Ce type de pieds de lit peut constituer une réponse aux problèmes de jambes lourdes, difficultés respiratoires, reflux gastro-œsophagien, grossesse, douleurs lombaires et difficultés pour se relever de son lit.
D'un point de vue pratique, ces pieds permettent un entretien plus facile, un choix de hauteurs selon les besoins de rangement...

## Automobile

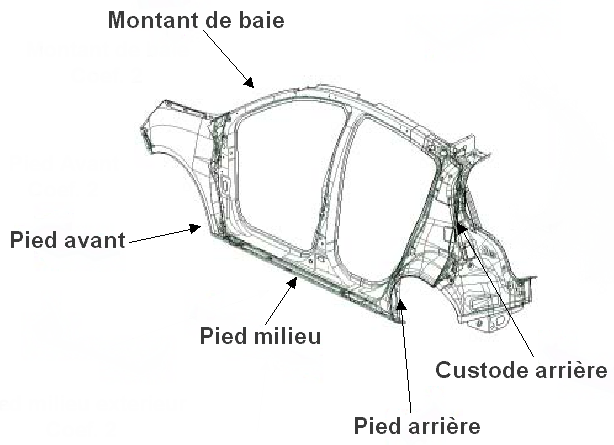
Pieds d’une caisse automobile